# Liste Münchner Straßennamen/J

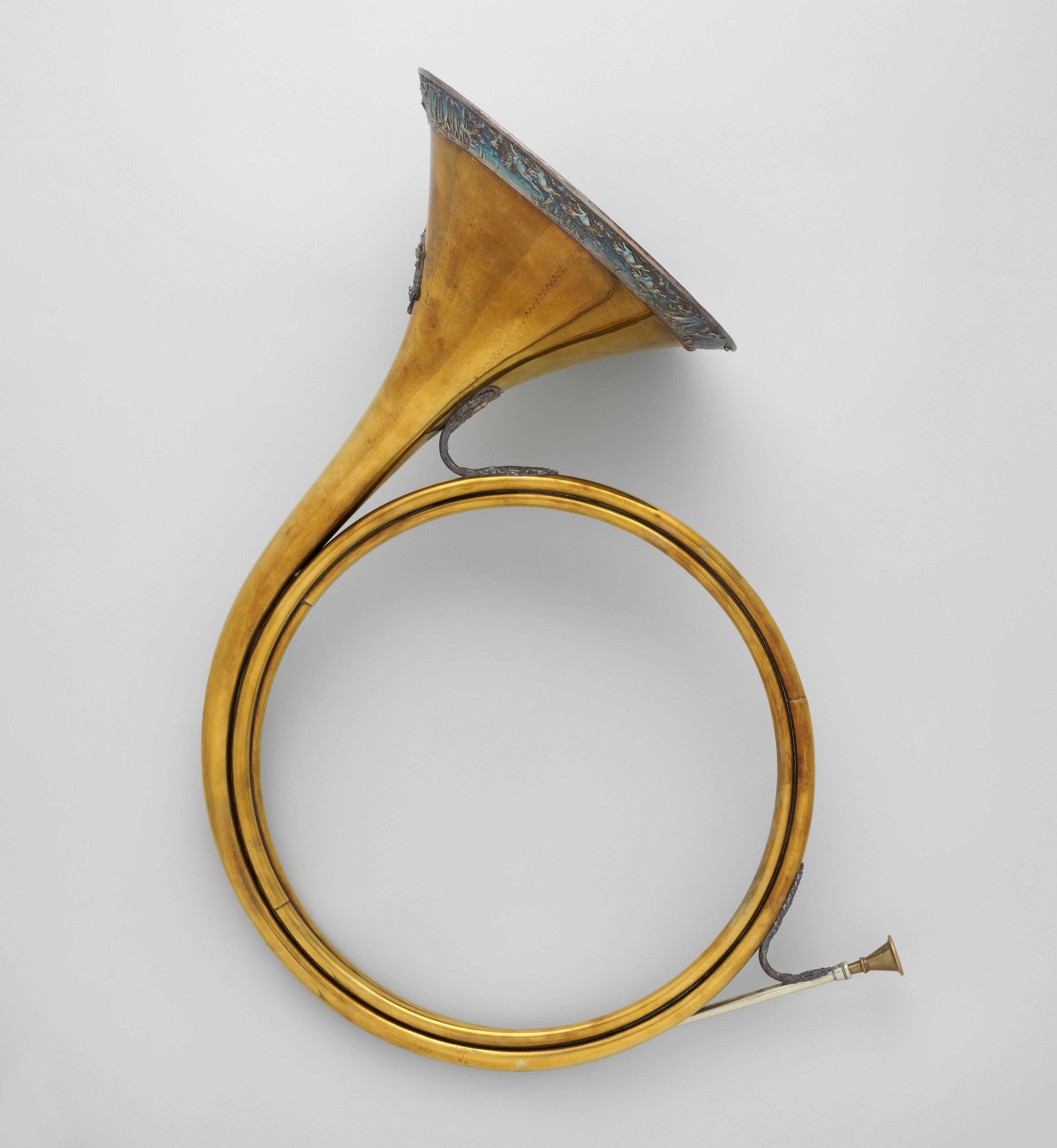
Jagdhorn

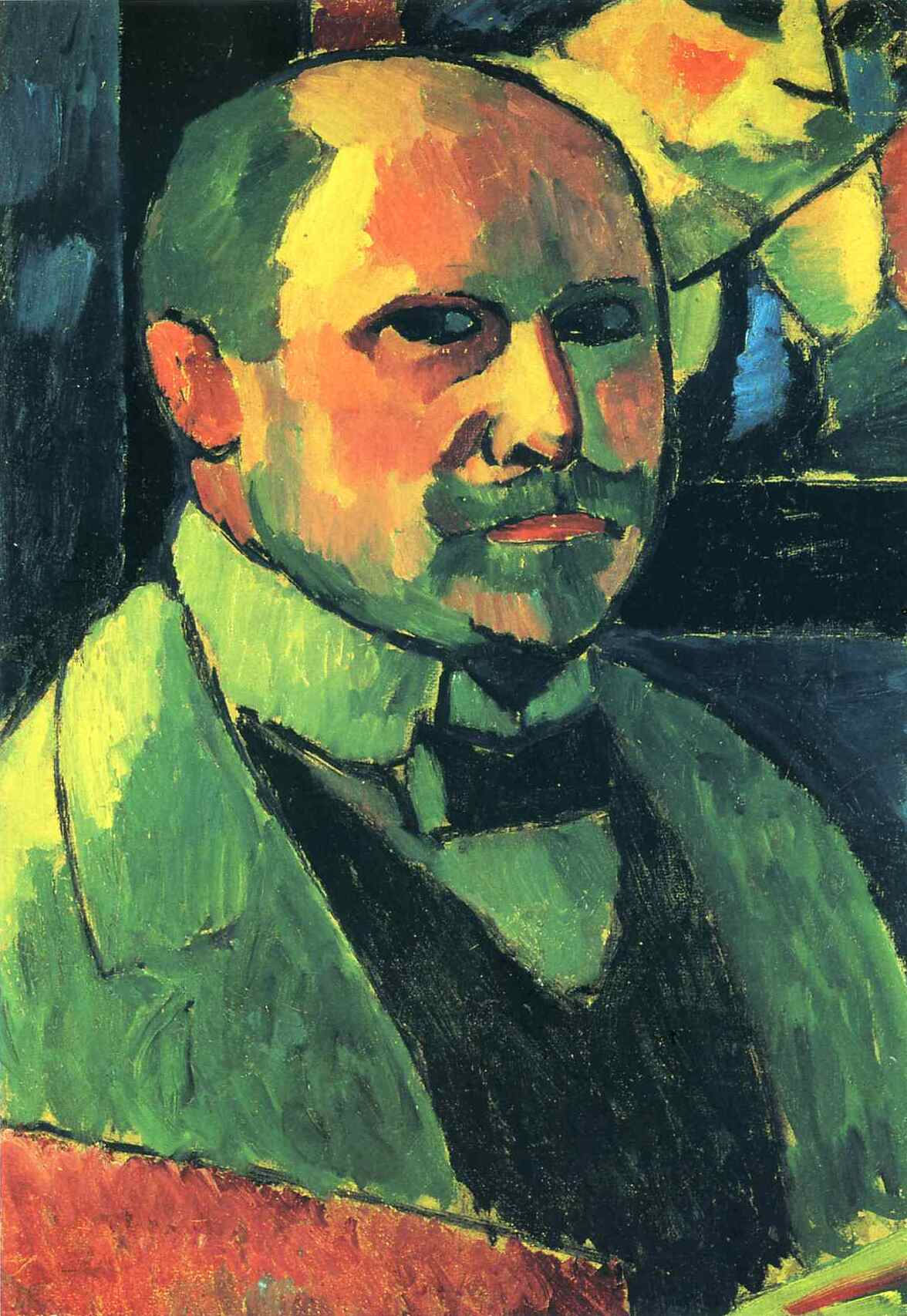
Alexej von Jawlensky: Selbstporträt, 1912, Öl auf Karton montiert auf Leinwand, Österreichische Galerie Belvedere

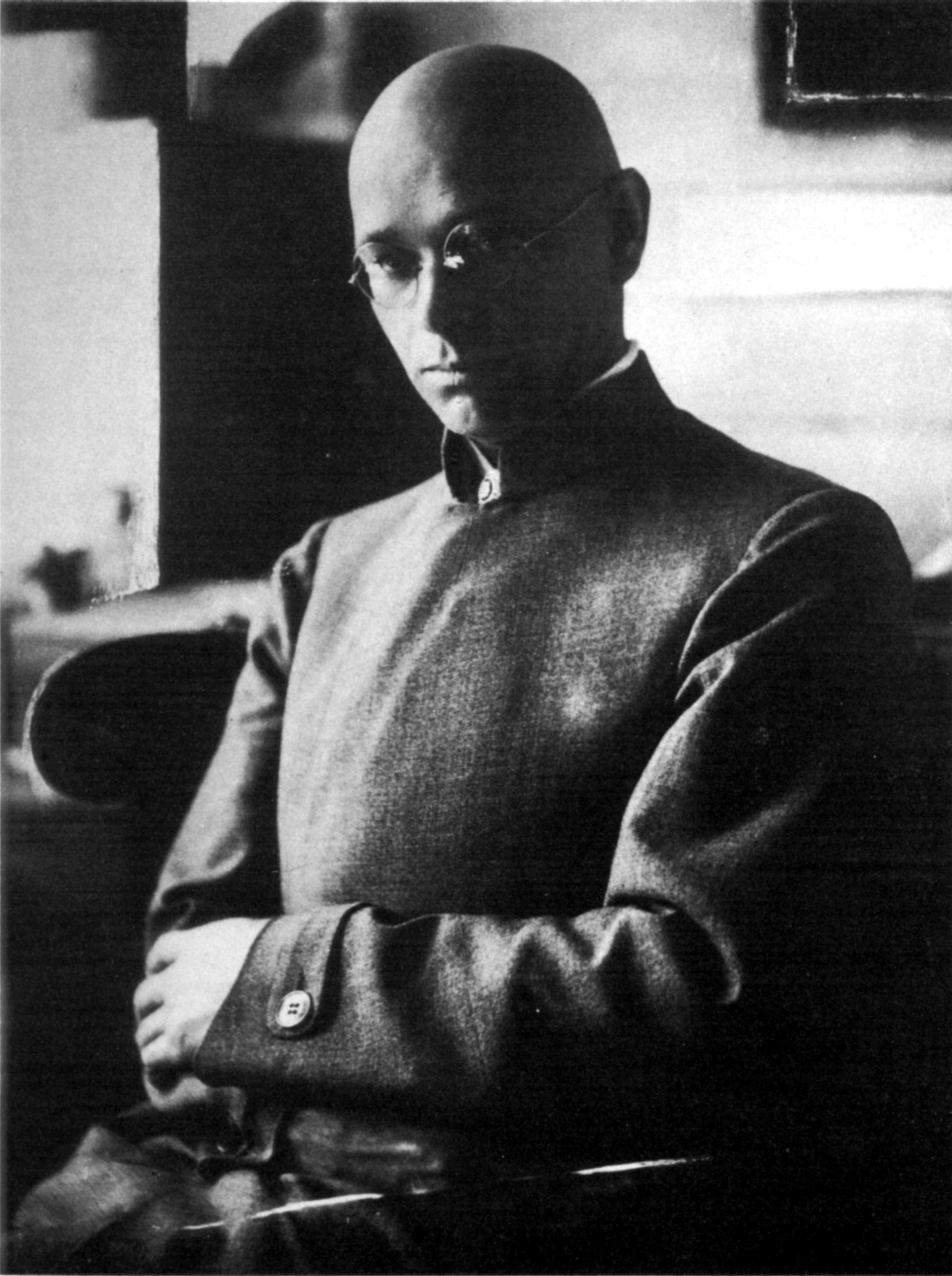
Johannes Itten

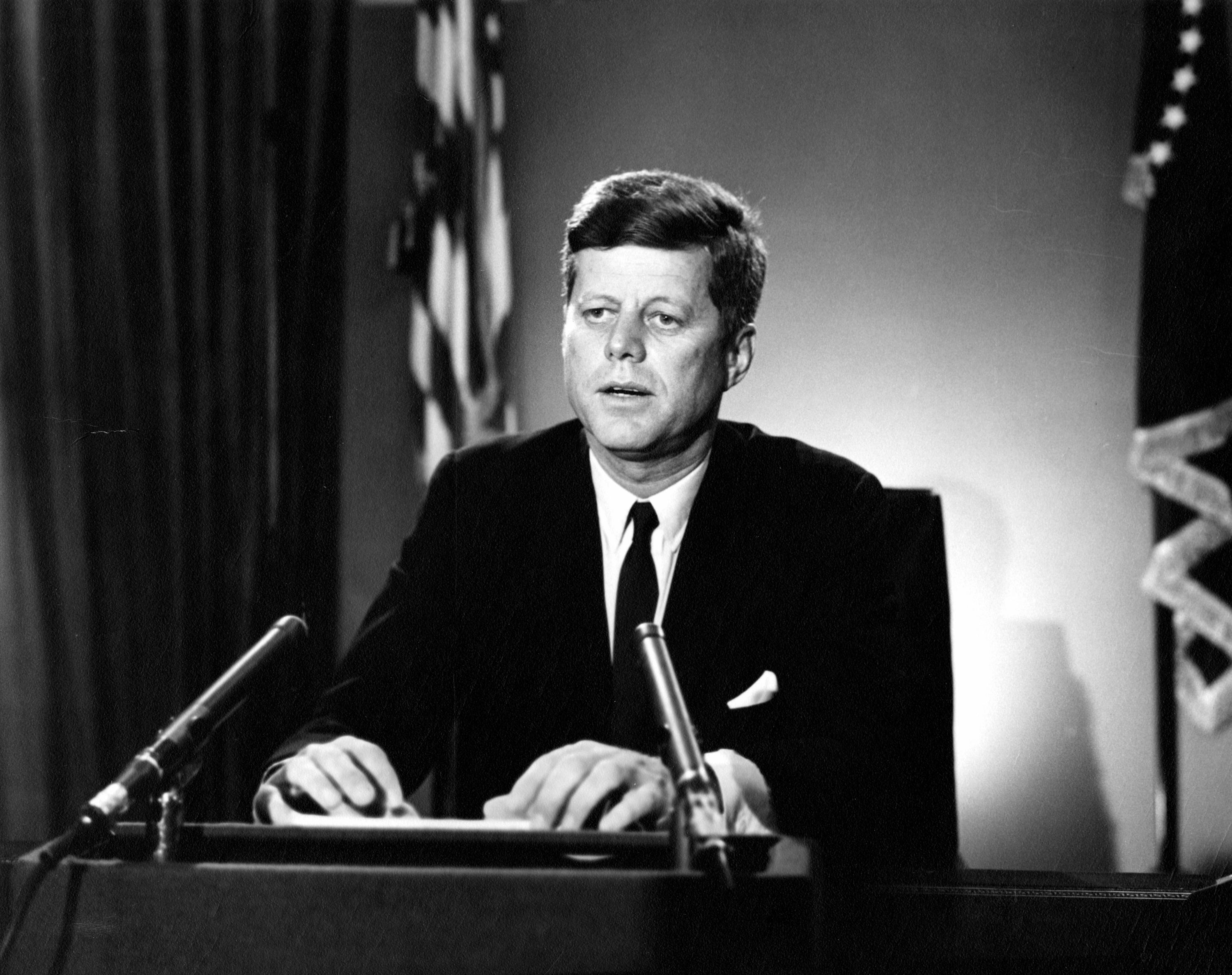
John F. Kennedy

Die Liste Münchner Straßennamen listet Namen von Straßen und Plätzen der bayerischen Landeshauptstadt München auf und führt dabei auch die Bedeutungen und Umstände der Namensgebung an. Aktuell gültige Straßenbezeichnungen sind in Fettschrift angegeben, nach Umbenennung oder Überbauung nicht mehr gültige Bezeichnungen in Kursivschrift.
Aufgrund der großen Anzahl Münchner Straßennamen ist die Liste in alphabetisch sortierte Unterlisten aufgeteilt.
Jachenauer Straße, Sendling-Westpark
(1903) Jachenau, Gemeinde und deren Umland im oberbayerischen Landkreis Bad Tölz-Wolfratshausen
Jacobistraße, Bogenhausen
(1931) Friedrich Heinrich Jacobi (1743–1819), deutscher Philosoph, Wirtschaftsreformer, Kaufmann und Schriftsteller
Jaeckelstraße,
(1918) 18. Stadtbezirk
Jäcklinstraße, Ramersdorf
(1931) Johann Jäcklin (1656–1710), Buchhändler und Buchdrucker
Jägergasse,
(1873)
Jägerhäuseln,
(1876)
Jägerhofweg, Lochhausen
(1955) Jägerhof, Zuchtanstalt des Bayerischen Jagdschutz- und Jägerverbandes
Jägerhuberstraße, Fürstenried
(1954) Max Anton Jägerhuber, Parkmeister in Forstenried
Jägerstraße, Maxvorstadt
(um 1820) Jägern, die im Haus des sogenannten Jägerkochs Franz Amberger einzukehren pflegten
Jägerwirtstraße, Sendling
(1878) Johann Jäger (1667–1706), ein Anführer des bayerischen Volksaufstandes 1705
Jagdhornstraße, Waldtrudering
(1933) Jagdhorn, Blechblasinstrument
Jagdstraße, Neuhausen-Nymphenburg
(um 1890) Ort der ehemaligen Jagdgründe des Königlichen Leibgeheges
Jahnstraße, Isarvorstadt
(1877) Friedrich Ludwig Jahn (1778–1852), deutscher Pädagoge, nationalistischer Publizist und Politiker, auch Turnvater genannt
Jakob-Baumann-Straße, Freiham
(2006) Jakob Baumann (1908–1995), Mitglied im Stadtrat von 1965 bis 1978
Jakob-Böhme-Straße, Ramersdorf
(1925) Jakob Böhme (1575–1624), deutscher Mystiker, Philosoph und christlicher Theosoph
Jakob-Dorner-Weg, Bogenhausen
(1984) Jakob Dorner (1775–1852), Landschaftsmaler und Druckgraphiker
Jakob-Gelb-Platz, Untergiesing
(1931) Jakob Gelb († um 1718), Gastwirt, sorgte für die Witwen und Waisen der gefallenen Männer der Sendlinger Mordweihnacht
Jakob-Hagenbucher-Straße, Moosach
(1913) Jakob Hagenbucher (1860–1902), Landwirt und Bürgermeister der ehemals selbständigen Gemeinde Moosach
Jakob-Kaiser-Straße, Neuperlach
(1973) Jakob Kaiser (1888–1961), deutscher Politiker, Widerstandskämpfer gegen den Nationalsozialismus, Vorsitzender der CDU der SBZ, Mitglied des Parlamentarischen Rates und Bundesminister für gesamtdeutsche Fragen
Jakob-Klar-Straße, Schwabing-West
(1924) Jakob Klar (1783–1833), Zweiter Bürgermeister von München
vorher Klarstraße benannt
Jakob-Sturm-Weg, Feldmoching
(1971) Jakob Sturm (1889–1966), Geistlicher in Feldmoching
Jakob-Wassermann-Weg, Herzogpark
(1982) Jakob Wassermann (1873–1934), deutscher Schriftsteller
James-Loeb-Straße, Schwabing-West
(1984) James Loeb (1867–1933), US-amerikanischer Bankier, Altphilologe, Kunstsammler und Philanthrop, zahlreiche Stiftungen in München
Jamnitzerstraße, Untergiesing
(1877) Wenzel Jamnitzer (1507/08–1585), deutscher Goldschmied, Kupferstecher und Stempelschneider
Jan-Pollack-Straße, Obermenzing
(1938) Jan Pollack (ca. 1450–1519; auch Pollak, Pöllack, Polegkh, Polak, Joannes Alasco Polonus), spätgotischer Maler
Jankstraße, Daglfing
(1955) Angelo Jank (1868–1940), deutscher Tiermaler, Grafiker und Mitglied der Münchner Secession
Jasminstraße, Schwabing-Freimann
(1932) Jasmin, Pflanzengattung in der Familie der Ölbaumgewächse
Jaspersallee, Obermenzing
(1983) Karl Jaspers (1883–1969), deutscher Psychiater und Philosoph
Jawlenskystraße, Solln
(1968) Alexej von Jawlensky (1864/65–1941), russisch-deutscher Maler, Mitglied der Neuen Künstlervereinigung München
Jean-Paul-Richter-Straße, Sendling-Westpark
(1930) Jean Paul Richter (1763–1825), deutscher Schriftsteller
Jella-Lepman-Straße, Berg am Laim
(1990) Jella Lepman (1891–1970), deutsche Journalistin, Autorin und Übersetzerin und die Gründerin der Internationalen Jugendbibliothek in München
Jenaerstraße,
(1918) 13. Stadtbezirk
Jenaer Straße, Moosach
(1975) Jena, Stadt in Thüringen
Jennerstraße, Allach-Untermenzing
(1945) Edward Jenner (1749–1823), englischer Landarzt, der die moderne Schutzimpfung gegen Pocken entwickelte
Jensenstraße, Bogenhausen
(1908) Wilhelm Jensen (1837–1911), deutscher Lyriker und Schriftsteller
Jestelstraße, Allach-Untermenzing
(1947) Müllerfamilie Jestel aus dem Westen Münchens
Jesuitengässel, Altstadt
(1572) benannt nach den Jesuiten, danach wechselnde Namen, siehe unter dem heutigen Namen Ettstraße.
Jesuitenpflaster, Altstadt
1759 bis nach 1803 benannt nach den Jesuiten, vorher und nachher wechselnde Namen, siehe unter dem heutigen Namen Ettstraße.
Joachimsthaler Weg, Milbertshofen-Am Hart
(1977) Sankt Joachimsthal, Stadt in der Karlsbader Region in Tschechien
Jörg-Hube-Straße, Oberföhring
(2011) Jörg Hube (1943–2009), Schauspieler, Kabarettist, Regisseur und Rezitator
Joergplatz, Laim
(1925) Joseph Edmund Joerg (1819–1901), bayerischer Historiker, Publizist, Archivar und Politiker
Joergstraße, Laim
(1901) siehe vorstehend
Johann-Clanze-Straße, Sendling-Westpark
(1898) Johann Clanze (1667–1706), ein Anführer des bayerischen Volksaufstandes 1705
Johann-Emmer-Straße, Feldmoching
(1954) Johann Emmer (1849–1928), Generalsekretär des Deutschen Alpenvereins
Johann-Fichte-Straße, Schwabing-Freimann
(1964) Johann Gottlieb Fichte (1762–1814), deutscher Erzieher und Philosoph
Johann-Houis-Straße, Sendling-Westpark
(1921) Johann Houis (?–1714), ein Anführer des bayerischen Volksaufstandes 1705
Johann-Karg-Straße, Riem, (Salmdorf)
Die Straße liegt im Haarer Ortsteil Salmdorf, die Häuser 1 und 17 liegen aber im Münchner Stadtgebiet.
Johann-Michael-Fischer-Platz, Berg am Laim
(1992) Johann Michael Fischer (1692–1766), deutscher Baumeister während des Umbruchs vom Spätbarock zum Rokoko
Johann-Pez-Straße, Neuhausen-Nymphenburg
(1938) Johann Christoph Pez (1664–1716), deutscher Komponist und Kapellmeister
Johann-Schmaus-Straße, Neuhausen-Nymphenburg
(1986) Johann Schmaus (1879–1933), Sozialdemokrat, Gewerkschafter, Mitglied des Reichswirtschaftsrates. Mordopfer der Köpenicker Blutwoche
Johann-Sebastian-Bach-Straße, Neuhausen-Nymphenburg
(1921) Johann Sebastian Bach (1685–1750), deutscher Komponist und Kantor
Johann-Straub-Weg, Bogenhausen
(1984) Johann Baptist Straub (1704–1784), Rokokobildhauer
Johann-von-Werth-Straße, Neuhausen-Nymphenburg
(1906) Johann von Werth (1591–1652), deutscher Reitergeneral im Dreißigjährigen Krieg
Johanna-Hofer-Weg, Waldperlach
(2000) Johanna Hofer (1896–1988), Schauspielerin
Johannes-Itten-Straße,
2011 benannt nach Johannes Itten (1888–1967), Schweizer Maler und Bauhaus-Designer, Anhänger der Mazdaznan-Sekte.
2012 entnannt, 2013 neu benannt Margarete-Schütte-Lihotzky-Straße
Johannes-Neuhäusler-Straße, Johanneskirchen
(1984) Johannes Neuhäusler (1888–1973), deutscher katholischer Theologe und kirchlicher Widerstandskämpfer im Dritten Reich, Weihbischof im Erzbistum München und Freising
Johannes-Scharrer-Straße, Laim
(1935) Johannes Scharrer (1785–1844), Unternehmer
Johannes-Tanner-Straße, Lochhausen
(1947) Johannes Tanner (um 1455), erster namentlich erwähnter Pfarrer von Lochhausen
Johannes-Timm-Straße, Sendling
(2002) Johannes Timm (1866–1945),  Münchner Gewerkschafter und sozialdemokratischer Politiker, für einige Monate provisorischer Staatsminister für Justiz
Johanneskirchner Straße, Oberföhring
(1913) Johanneskirchen, Ort im Nordosten von München, 1930 eingemeindet
Johannesstraße,
1947 umbenannt in Grünbauerstraße.
Johannisplatz, Haidhausen
(1856) Pfarrkirche St. Johann Baptist am Platz
Johannisstraße obere,
(1876)
Johannisstraße untere,
(1876)
John-F.-Kennedy-Brücke, Bogenhausen
(1963) John F. Kennedy (1917–1963), 35. Präsident der Vereinigten Staaten
Jollystraße, Harlaching
(1910) Philipp von Jolly (1809–1884), deutscher Physiker und Mathematiker
Jorthweg, Waldtrudering
(1962) Ignatia Jorth (1780–1845), Ordensgründerin der Barmherzigen Schwestern in München
Josef-Beiser-Straße, Perlach
(1930) Josef Beiser (1832–1904), 1876 Perlachs zweiter Bürgermeister
Josef-Brückl-Straße,
(1988) Josef Brückl (1922–1987), Heimatforscher
Josef-Felder-Straße, Pasing-Obermenzing
(2009) Josef Felder (1900–2000), Buchdrucker, Journalist und Verleger, Reichstags- und Bundestagsabgeordneter der SPD
Josef-Frankl-Straße, Feldmoching-Hasenbergl
(1947) Josef Frankl (1873–1950), Bürgermeister der ehemals selbständigen Gemeinde Feldmoching
Josef-Führer-Straße, Allach-Untermenzing
(1954) Josef Führer (1858–1903), Archäologe
Josef-Hagn-Straße, Trudering
(1933) Josef Hagn (1862–1905), Bürgermeister der ehemals selbständigen Gemeinde Trudering
Josef-Humar-Straße, Harlaching
(1981) Josef Humar (1865–1940), Verleger und Münchner Stadtrat
Josef-Kiefer-Weg, Neuperlach
(1985) Josef Kiefer (1905–1977), deutscher Politiker (CSU)
Josef-Knogler-Straße, Moosach
(1990) Josef Knogler (1882–1967), Stadtpfarrer von Moosach
Josef-Lang-Straße, Pasing
(1947) Josef Lang (1878–1927), Architekt und Münchner Stadtrat
Josef-Lutz-Weg, Sendling
(1981) Josef Lutz (1882–1965), Münchner Stadtrat von 1925 bis 1933 für die BVP und ab 1945 für die CSU
Josef-Mohr-Weg, Ramersdorf
(1957) Josef Mohr (1792–1848), österreichischer Priester und Dichter (Liedtext zu dem Weihnachtslied Stille Nacht, heilige Nacht)
Josef-Naus-Straße, Sendling-Westpark
(1935) Josef Naus (1793–1871), bayerischer Offizier und Vermessungsingenieur
Josef-Obenhin-Straße, Neuhausen
(2007) Josef Obenhin (1821–1899), Buchbindermeister, letzter Bürgermeister der Gemeinde Neuhausen
Josef-Osterhuber-Platz, Pasing
(2006) Josef Osterhuber (1876–1965), deutscher Journalist
Josef-Rank-Weg, Sendling-Westpark
(1983) Josef Rank (1886–1956), Architekt und Bauunternehmer
Josef-Raps-Straße, Freimann
(1932) Josef Raps (1855–1927), Zweiter Bürgermeister der ehemals selbständigen Gemeinde Freimann
Josef-Ressel-Straße, Am Hart
(1934) Josef Ludwig Anton Ressel (1793–1857), österreichisch-böhmischer Forstbeamter und Erfinder
Josef-Retzer-Straße, Pasing
(1947) Josef Retzer stammte aus einem alten Pasinger Bauregeschlecht
Josef-Ritz-Weg, Berg am Laim
(1961) Josef Ritz (1892–1960), deutscher Kunsthistoriker
Josef-Ruederer-Straße, Maxvorstadt
(1962) Josef Ruederer (1861–1915), deutscher Schriftsteller
Josef-Schick-Straße, Laim
(1956) Josef Schick (1859–1944), deutscher Anglist, Sprachwissenschaftler und Mathematiker
Josef-Schlicht-Straße, Obermenzing
(1947) Josef Schlicht (1832–1917), Volkskundler und Heimatforscher
Josef-Schmid-Weg, Alt-Aubing
(1981) Josef Schmid (1881–1966), Oberstudiendirektor, Bürgermeister der ehemals selbständigen Gemeinde Aubing
Josef-Schwarz-Straße,
Umbenannt in Josef-Schwarz-Weg.
Josef-Schwarz-Weg, Solln
(1947) Josef Schwarz (1841–1917), Bürgermeister der Gemeinde Solln. Hieß früher Josef-Schwarz-Straße.
Josef-Steinbacher-Weg, Alt-Aubing
(1981) Josef Steinbacher (1862–1922), Schulrat, Heimat- und Familienforscher
Josef-Sterr-Straße, Großhadern
(2002) Josef Sterr (1935–1996), Geschäftsinhaber, aktiver Sportler und ehrenamtliche Tätigkeit für den Judo-Sport, Präsident des TSV Großhadern 1967–1996
Josef-Thalhamer-Straße, Johanneskirchen
(1984) Josef Thalhamer (1900–1973), katholischer Priester
Josef-Thurner-Platz, Schwanthalerhöhe
(2018) Josef Thurner (1927–2013), Gewerkschafter
Josef-Trinkl-Straße, Allach
(1981) Josef Trinkl (1889–1967), Gast- und Landwirt aus Untermenzing
Josef-Vötter-Straße, Harlaching
(1922) Josef Vötter (1834–1921), Kunstfreund und Wohltäter
Josef-Wirth-Weg, Schwabing-Freimann
(1964) Josef Wirth (1850–1913), deutscher Unternehmer und Mäzen
Josef-Zintl-Straße, Feldmoching
(1947) Josef Zintl (1863–1933), Pfarrer und Wohltäter in Feldmoching
Joseph-Dollinger-Bogen, Schwabing
(1985) Joseph Dollinger (1850–1924), Unternehmer
Joseph-Haas-Weg, Pasing
(1960) Joseph Haas (1879–1960), deutscher Komponist und Musikpädagoge
Joseph-Holzer-Weg, Au
(1979) Joseph Holzer (1904–1977), Stadtpfarrer der Mariahilfkirche in der Au
Joseph-Hörwick-Weg, Alt-Aubing
(1965) Joseph Hörwick (1879–1960), deutscher Lehrer und Geologe
Joseph-Maria-Lutz-Anger, Neuperlach
(1983) Joseph Maria Lutz (1893–1972), Schriftsteller
Joseph-Schnetz-Platz, Allach
(1971) Joseph Schnetz (1873–1952), Philologe und Namenforscher
Joseph-Seifried-Straße, Lerchenau
(1963) Joseph Seifried (1892–1962), deutscher Politiker (SPD), bayerischer Staatsminister
Joseph-Suder-Bogen, Aubing-Lochhausen-Langwied
(1983) Joseph Suder (1892–1980), deutscher Komponist und Dirigent
Joseph-Wild-Straße, Kirchtrudering
(1998) Joseph Wild (1901–1993), Bäckermeister, Präsident der Handwerkskammer München und Oberbayern
Josephine-Lang-Weg, Obermenzing
(1994) Josephine Lang (1815–1880), deutsche Liedkomponistin und Sängerin
Josephinenstraße, Thalkirchen
(1901) Josephine, weiblicher Vorname
Josephsburgstraße, Berg am Laim
(1913) Schloss Josephsburg, 1693 erbaut, nach 1840 umgestaltet
Josephspitalgasse,
(1835)
Josephspitalstraße, Altstadt
(vor 1781) Josephspital war ein Spitalgebäude aus dem 17. Jahrhundert
Josephsplatz, Maxvorstadt
(1898) Joseph Ferdinand von Bayern (1692–1699), Kurprinz von Bayern
Josephstraße, Maxvorstadt
(1898) siehe vorstehend
Jürgen-von-Hollander-Platz, Milbertshofen
(1992) Jürgen von Hollander (1923–1985), deutscher Schriftsteller und Journalist
Jugendstraße, Haidhausen
(1956) früher hier gelegene Kleinkinderbewahranstalt
Juifenstraße, Sendling-Westpark
(1945) Juifen, Berg in Tirol
Julius-Kreis-Straße, Obermenzing
(1947) Julius Kreis (1891–1933), deutscher Schriftsteller, Zeichner und Buchillustrator
Jungfernturmstraße, Altstadt
(vor 1966) Jungfernturm, Teil der Münchner Stadtbefestigung, Reste heute dort noch erhalten
Jungferthurmstraße,
(1876) → Jungfernturmstraße
Jungwirthstraße, Schwabing-Freimann
(1900) Franz Xaver Jungwirth (1720–1790), deutscher Kupferstecher und Radierer
Junkerstraße, Laim
(1953) August Junker (1871–1946), bayerischer Volkssänger
Jurastraße, Englschalking
(1932) Jura, Gebirgszug von den Westalpen bis zum Rhein
Justinus-Kerner-Straße, Laim
(1947) Justinus Kerner (1786–1862), deutscher Arzt, medizinischer Schriftsteller und Dichter
Jutastraße, Neuhausen
(1900) Juta, obersorbische Version des Vornamens Jutta